# Elachyptera floribunda
Espèce
Classification APG IV (2016)
Statut de conservation UICN

 LC  : Préoccupation mineure
Synonymes
- Hippocratea floribunda Benth. - Basionyme
- Hippocratea lancifolia Lundell
- Hippocratea micrantha Baker
- Salacia scabra (Vahl) DC.
- Tonsella scabra Vahl
- Tonsella scandens (Aubl.) Vahl
- Tontelea floribunda (Benth.) Miers
- Tontelea scandens Aubl.[2]

Elachyptera floribunda est une espèce d'arbuste sarmenteux appartenant à la famille des Celastraceae.

## Histoire naturelle
En 1775, le botaniste Aublet propose la diagnose suivante pour Tontelea scandens Aubl. (synonyme d'Elachyptera floribunda) :
« TONTELEA ſcandens (Tabula 10.)

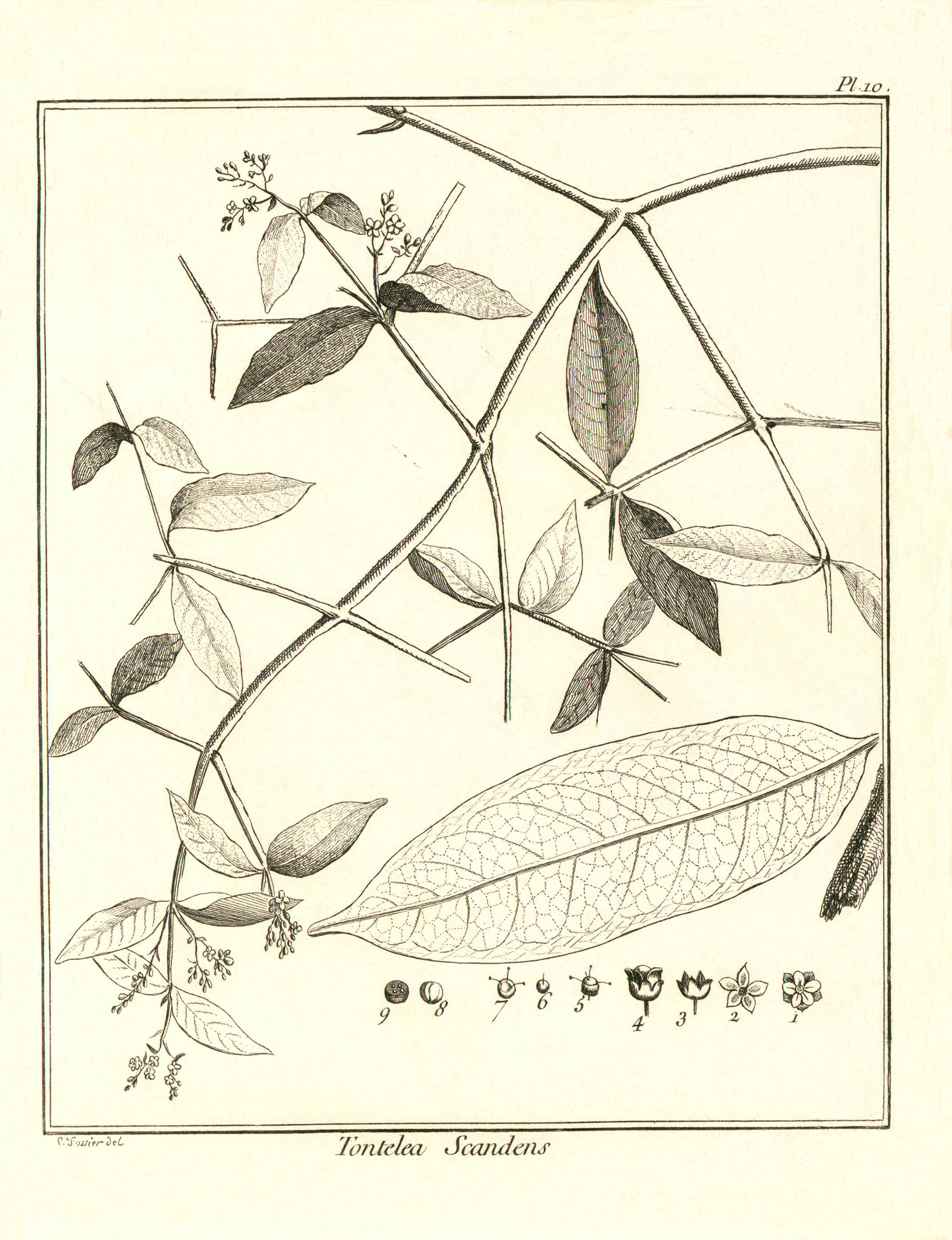
Elachyptera floribunda : Planche 10 par Aublet (1775) Explication de la Planche dixième. 1. Fleur épanouie vue de face. - 2. Calice épanoui vu de face. - 3. Calice vu de côte. - 4. Fleur épanouie vue de côte. - 5. Ovaire. diſque. Style. Stigmate. diamines. - 6. piſtil. - 7. Ovaire. diſque. Étamines. - 8. Baie. - 9. Baie coupée en travers. - 10. Feuille de grandeur naturelle.

Frutex caules plurimos, ſcandentes, longiflimos, ramoſos, e radice emittens ; ramis ſupra altiſſimas arbores latè ſparſis, ramuſculis longiſſimis propendentibus ; rami & ramuſculi oppoſiti ſunt.
Folia oppoſita, ſubſeſſilia, ovato-oblonga, acuta, glabra, integerrima. Flores racemoſi, axillares & terminales. Pedunculus communis racemi, pedunculi partiales, & pedunculi particulares florum oppoſiti ; omnes ſquamula muniuntur ad baſim. Flores ſubſeſſiles ; corolla viridis, perſiſtens.
Florebat Octobri.
Nomem Caribæum RAVOUA-TONTELLE.

Habitat in ſylvis Sinémarienſibus triginta milliaribus à maris littore. »

« LA TONTELLE grimpante. (PLANCHE 10.).
La racine de cet arbrisseau pouſſe des tiges ſarmenteuſes qui ſe répandent ſur le tronc des plus grands arbres ; elles ont par le bas trois ou quatre pouces de diamètre. À meſure qu'elles s'étendent, elles ſe partagent en branches oppoſées, d'où ſortent des rameaux également oppoſés. Ces branches & ces rameaux couvrent quelquefois la cime des arbres : de ces branches & rameaux élevés pluſieurs s'inclinent, & deſcendent juſques vers la terre. Les rameaux ſont garnis de feuilles deux à deux, opposées, diſpoſées en croix, vertes, liſſes, entières, ovales, terminées par une longue pointe mouſſe ; leur pédicule eſt court. On en a repréſenté une de grandeur naturelle.
Les fleurs viennent par petites grappes a l'aiſſelle des feuilles & à l'extrémité des rameaux. Les branches de ces grappes, & les pédoncules de chaque fleur ſont oppoſés, & garnis d'une petite écaille a leur naiſſance. La fleur eſt verte & très petite.
Le calice eſt d'une ſeule pièce, diviſée profondément en cinq parties aiguës.
La corolle eſt à cinq pétales arrondis, attachés au bas d'un diſque qui porte les étamines. Le diſque eſt en forme de petite coupe.
Les étamines ſont trois attachées à la paroi interne du diſque. Leur filet ſe courbe en-dehors, lorſque la fleur eſt épanouie.
L'anthère eſt arrondie, à deux bourſes.
Le pistil eſt un ovaire ſphérique, entoure d'un diſque, ſurmonté d'un style termine par un stigmate obtus.
L'ovaire devient une baie qui m'a paru, avant ſa maturité, ne contenir que quatre ſemences. Le calice & les pétales ſubſiſtent.
Cet arbriſſeau eſt nommé RAVOUA-TONTELLE par les Galibis.
II croît dans les forêts de la Guiane qui ſont voiſines de la rivière de Sinémari, à environ trente lieues de ſon embouchure.
Il étoit en fleur dans le mois d'Octobre
Toutes les parties de la fleur ſont repréſentées plus grandes que le naturel. »